# Bretagne (frégate)
Pour les autres navires du même nom, voir Bretagne (navire).
La Bretagne (numéro de coque D655) est la cinquième frégate de lutte anti-sous-marine et de défense aérienne du programme FREMM lancé en commun par la France et l'Italie.

## Caractéristiques

### Navires jumeaux
- Aquitaine
- Provence
- Languedoc
- Auvergne
- Normandie
- Alsace
- Lorraine

### Navigation
Propulsée par une turbine General Electric-Avio LM2500 et quatre diesel-alternateurs G4 (CODLOG) de 32 MW fournissant l'électricité nécessaire aux évolutions à basse vitesse, la Bretagne peut évoluer à 27 nœuds (en turbine) et 16 nœuds (en électrique).
Ses systèmes d'écoute électroniques comprennent notamment un radar Thales Herakles multifonction, un sonar remorqué Thales CAPTAS-4 et un sonar de coque Thales 4110 CL ainsi que deux brouilleurs.
En décembre 2019, le ministère des Armées annonce que la Bretagne – tout comme précédemment l'Aquitaine et le Languedoc – passera à un double équipage (A et B, se relevant tous les quatre mois) de 109 marins en 2020 afin d'augmenter sa disponibilité et la qualité de vie familiale du personnel assurant ses déploiements.

### Armement
Comme tous les bâtiments de la classe Aquitaine, la Bretagne met en œuvre des missiles de croisière naval : seize missiles de croisière navals (MdCN), seize missiles surface-air Aster 15 (les lanceurs sont capables d'embarquer des Aster 30) et huit missiles antinavires Exocet MM40 Block3. De plus, elle possède une tourelle de calibre 76 mm, deux canons téléopérés Narwhal de 20 mm et des tubes pour torpilles MU90.
De plus, la frégate accueille un hélicoptère NH90 ou Caïman Marine de lutte anti-sous-marine.

## Construction
La construction de la Bretagne a débuté en octobre 2013 aux chantiers DCNS de Lorient. La frégate a été mise à l'eau le 16 septembre 2016. Ses essais débutent en octobre 2017.

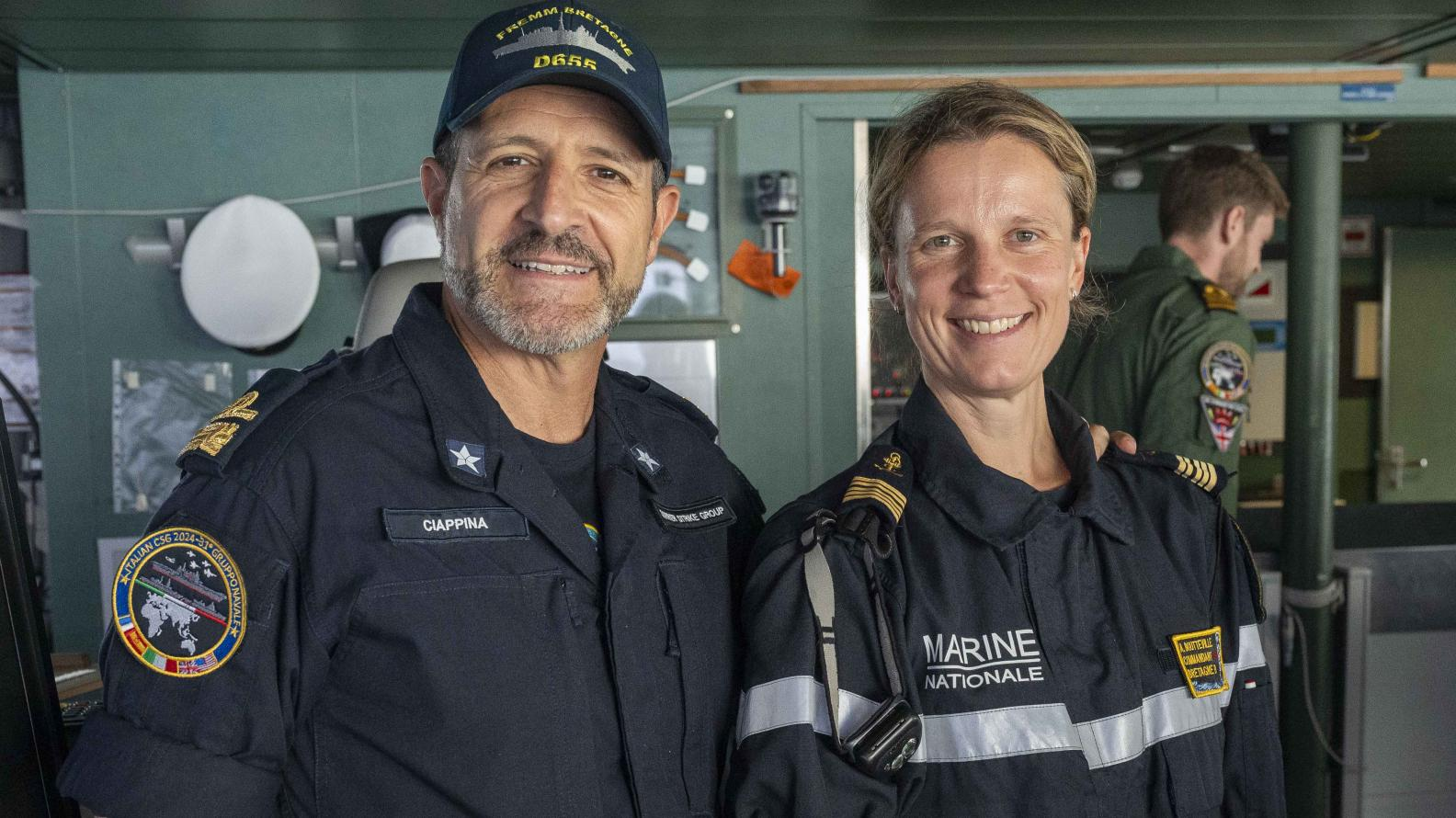
L'amiral Giancarlo Ciappina de la Marine italienne et le capitaine de vaisseau Audrey Boutteville commandant de l'équipage B de la Bretagne.

La DGA réceptionne la frégate à Brest le 18 juillet 2018 et prépare son déploiement de longue durée.
Le 2 avril 2019, à Brest, le Conseil régional de Bretagne a officialisé son parrainage de la Bretagne, à travers la signature d’une charte entre le président de région, Loïg Chesnais-Girard, et le capitaine de vaisseau Yonec Fihey, commandant du navire-filleul. C'est la première fois qu'une région parraine un navire de la Marine nationale.

## Carrière opérationnelle

En 2024 lors de l'exercice RIMPAC.

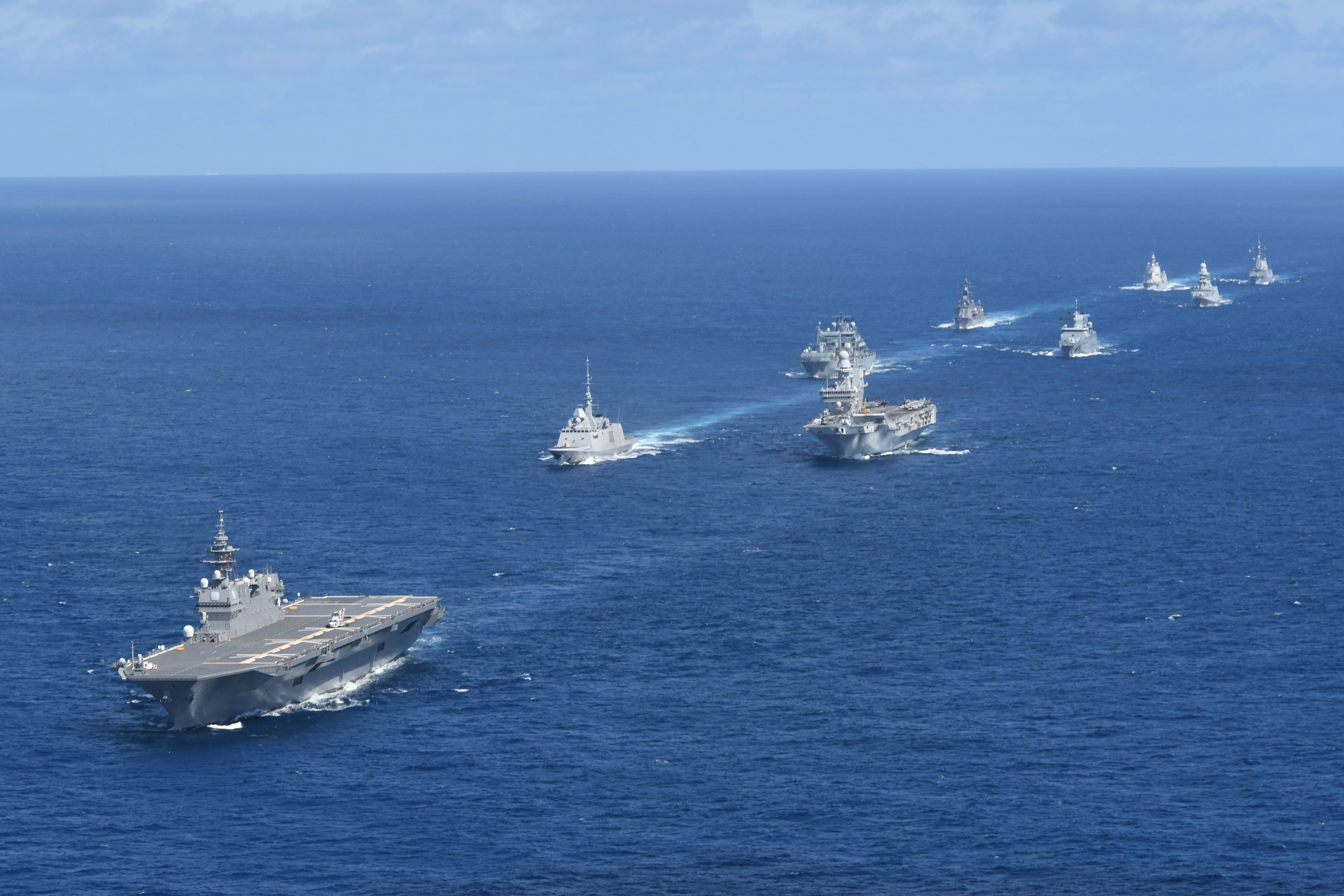
Lors de Noble Raven24 avec les marine japonaise JDS Izumo, italienne Cavour (porte-aéronefs) et Alpino (F594), allemande Frankfurt Am Main (A-1412), autralienne.

Après son voyage inaugural lors d'un déploiement de longue durée dans l'Atlantique nord – au cours duquel elle participe à l'exercice Trident Juncture 2018 (en) des forces de l'OTAN – et les Caraïbes entre le 30 août et le 10 décembre 2018, la Bretagne est admise au service actif le 20 février 2019 et commence sa carrière opérationnelle depuis son port d'attache de l'arsenal de Brest, comme l'Aquitaine et la Normandie. Sa principale mission lorsqu'elle est dans les eaux françaises est la protection des approches maritimes et celle des sous-marins nucléaires lanceurs d'engins (SNLE) de la classe Le Triomphant opérant depuis l'île Longue.
Son premier tir d'un missile surface-air Aster 15 a lieu le 12 mai 2019 lors d’une campagne de tirs interalliée contre une cible supersonique.
Le 6 juin 2019, la Bretagne a assuré la surveillance maritime au large de Omaha Beach lors des cérémonies commémoratives du 75e anniversaire du D-Day et a participé ensuite à l'Armada de Rouen.
Le 27 août 2020, la Bretagne est la troisième FREMM à passer au double équipage (A et B de 109 marins chacun ; un certain nombre d'entre eux provenant du retrait du La Motte-Picquet du service actif) se relayant tous les quatre mois afin d'assurer un plus long maintien en opération du navire.
Du 12 avril 2024 au 27 octobre 2024, la Bretagne est déployée près de huit mois dans la région Indo-Pacifique dans le cadre de la mission TANSKORN, afin de pouvoir y mener des exercices de coopération avec les marines alliées, de réaffirmer la présence française dans la région, et de garantir la liberté de navigation dans ces eaux. 